# David Gail
David Gilbert Gail (Tampa, 27 febbraio 1965 – Tampa, 16 gennaio 2024) è stato un attore statunitense.

## Biografia
Originario della Florida, dopo alcune piccole apparizioni in qualche telefilm, nel 1992 figurò tra i protagonisti principali della serie televisiva The Round Table, creata da Aaron Spelling, che tuttavia venne cancellata dopo pochi episodi dall'emittente NBC per bassi ascolti.
Nella stagione 1993-94 prese parte a Beverly Hills 90210, interpretando il ruolo di Stuart Carson, fidanzato di Brenda Walsh. In precedenza, apparve nella stessa serie interpretando un altro ruolo in un episodio del 1991.
Fu poi tra i personaggi principali di altre due serie televisive di Spelling, Robin's Hoods (1994-95) e Savannah (1996-97).
Nel 1999 entrò nel cast della soap opera Port Charles, nel ruolo del dottor Joe Scanlon, fino ad allora interpretato da Michael Dietz.
Nel 2002 fu co-protagonista del film Una ragazza per due insieme a Bradley Cooper. Il suo ultimo lavoro cinematografico fu l'horror The Belly of the Beast nel 2008. Nel 2019 fu poi doppiatore del videogioco Blacksad: Under The Skin.
David Gail morì il 16 gennaio 2024, all'età di 58 anni.

## Filmografia

### Cinema
- Ragazzi e ragazze (Some Girl), regia di Rory Kelly (1998)
- Kismet, cortometraggio, regia di Billy Wirth (1999)
- Una ragazza per due (Bending All the Rules), regia di Morgan Klein e Peter Knight (2002)
- Perfect Opposites, regia di Matt Cooper (2004)
- Call Back, cortometraggio, regia di Sheri Sussman (2005)
- The Belly of the Beast, regia di Corbin Timbrook (2008)
- Blacksad: Under The Skin, videogioco, solo voce, regia di Ramón Hernáez (2019)

### Televisione
- Genitori in blue jeans (Growing Pains) – serie TV, 1 episodio (1990)
- Doogie Howser, M.D. – serie TV, 1 episodio (1991)
- The Round Table – serie TV, 7 episodi (1992)
- La signora in giallo (Murder, She Wrote) – serie TV, episodio 9x22 (1993)
- Matlock – serie TV, 2 episodi (1993)
- Eclisse letale – film TV (1993)
- Beverly Hills 90210 – serie TV, 8 episodi (1991-1994)
- Robin's Hoods – serie TV, 22 episodi (1994-1995)
- Savannah – serie TV, 34 episodi (1996-1997)
- Persi nell'oceano (Two Came Back) – film TV (1997)
- Port Charles – serie TV, 216 episodi (1999-2000)
- V.I.P. (Vallery Irons Protection) – serie TV, 1 episodio (2001)
- E.R. - Medici in prima linea (ER) – serie TV, 1 episodio (2002)
- JAG - Avvocati in divisa (JAG) – serie TV, 1 episodio (2003)
- The Hollywood Mom's Mystery – film TV (2004)